# Dico Jap Tjong
Dico Chezarino Joey Jap Tjong (Amsterdam, 15 november 1998) is een Nederlands voetballer die als middenvelder speelt.

## Carrière
Dico Jap Tjong speelde in de jeugd van Oud-Heverlee Leuven en KRC Genk, waarna hij in 2017 weer terugkeerde bij Leuven. Hij zat een jaar bij de eerste selectie, maar kwam niet in actie. In 2018 vertrok hij naar Roda JC Kerkrade, waar hij bij Jong Roda JC ging spelen. Op 14 oktober 2018 debuteerde hij in het eerste elftal van Roda JC, in de met 3-0 verloren uitwedstrijd in de Eerste divisie tegen Go Ahead Eagles. Jap Tjong kwam in de 85e minuut in het veld voor Nicky Souren. Eind augustus 2020 sloot hij aan bij FC Eindhoven, waar hij een contract voor één seizoen tekende. Hij begon als vaste waarde in het elftal, maar raakte aan het einde van het seizoen geblesseerd aan zijn enkel.

### Statistieken
| Seizoen                       | Club                | Land           | Competitie      | Competitie | Competitie | Beker | Beker | Totaal | Totaal |
| Seizoen                       | Club                | Land           | Competitie      | Wed.       | Dlp.       | Wed.  | Dlp.  | Wed.   | Dlp.   |
| ----------------------------- | ------------------- | -------------- | --------------- | ---------- | ---------- | ----- | ----- | ------ | ------ |
| 2017/18                       | Oud-Heverlee Leuven | België         | Eerste klasse B | 0          | 0          | 0     | 0     | 0      | 0      |
| 2018/19                       | Roda JC Kerkrade    | Nederland      | Eerste divisie  | 3          | 0          | 0     | 0     | 3      | 0      |
| 2019/20                       | Roda JC Kerkrade    | Nederland      | Eerste divisie  | 0          | 0          | 0     | 0     | 0      | 0      |
| 2020/21                       | FC Eindhoven        | Nederland      | Eerste divisie  | 20         | 2          | 1     | 0     | 21     | 2      |
| Carrièretotaal                | Carrièretotaal      | Carrièretotaal | Carrièretotaal  | 23         | 2          | 1     | 0     | 24     | 2      |
| Bijgewerkt op 9 december 2021 |                     |                |                 |            |            |       |       |        |        |